# Kánpur
Kánpur (hindiül  कानपुर, urduul کان پور) város Észak-India területén, Uttar Prades szövetségi államban. Észak-India egyik fő kereskedelmi és ipari központja. A város lakossága 2,8 millió fő volt (2011-es népszámlálás).
A bőripar városaként is ismert; itt vannak a legnagyobb cserzőüzemek az országban. Gazdaságának további meghatározói: textilipar, gépgyártás, elektronikai ipar, fém- és vegyipar. Közlekedési csomópont (közút, vasút) és kulturális központ (egyetemek, főiskolák, színházak, múzeumok).

## Fordítás
Ez a szócikk részben vagy egészben  a   Kanpur című angol Wikipédia-szócikk fordításán alapul.  Az eredeti cikk szerkesztőit annak laptörténete sorolja fel. Ez a jelzés csupán a megfogalmazás eredetét és a szerzői jogokat jelzi, nem szolgál a cikkben szereplő információk forrásmegjelöléseként.